# Landspartiet Svenska Samer
Landspartiet Svenska Samer är ett politiskt parti i Sametinget. 
Ordförande i Landspartiet Svenska Samer är Helena Dådring. Partiet bildades ur Landsförbundet Svenska Samer vilket funnits representerat i Sametinget sedan 1993. Under mandatperioden följande valet 1997 avsöndrades en falang som bildade Laahkoeh.

## Valresultat och regeringsperioder
I valet 2005 samverkade partiet med Jakt- och fiskesamerna medan man inför valet 2009 återigen ställde upp som eget parti och erhöll två mandat, förutom Lars-Erik Fjällström representerades partiet av Erik-Oscar Oscarsson.
I valet 2013 fick partiet tre mandat, vilka gick till Lars-Jonas Johansson, Marie Persson och Tua Rydberg.
I valet 2017 fick partiet fortsatt tre mandat. Partiet representeras nu av Mari-Louise Boman, Marie Persson Njajta och Torkel Stångberg.
I valet 2021 fick partiet två mandat vilka gick till Marie Persson Njajta och Torkel Stångberg.

## Ordförande
- –2012 Lars-Erik Fjellström[5]
- 2012–2019 Lars-Jonas Johansson[5]
- Helena Dådring
- 2019– Marie Persson Njajta[6][7]
- 2019– Naadja Östergren[6]

## Valresultat
| År   | Röster | Procent | Mandat |
| ---- | ------ | ------- | ------ |
| 2001 | [ 8 ]  | %       | 1 / 31 |
| 2009 | 244    | 5,28 %  | 2 / 31 |
| 2013 | 440    | 9,74 %  | 3 / 31 |
| 2017 | 422    | 8,38 %  | 3 / 31 |
| 2021 | 446    | 7,47 %  | 2 / 31 |